# 庫布孜

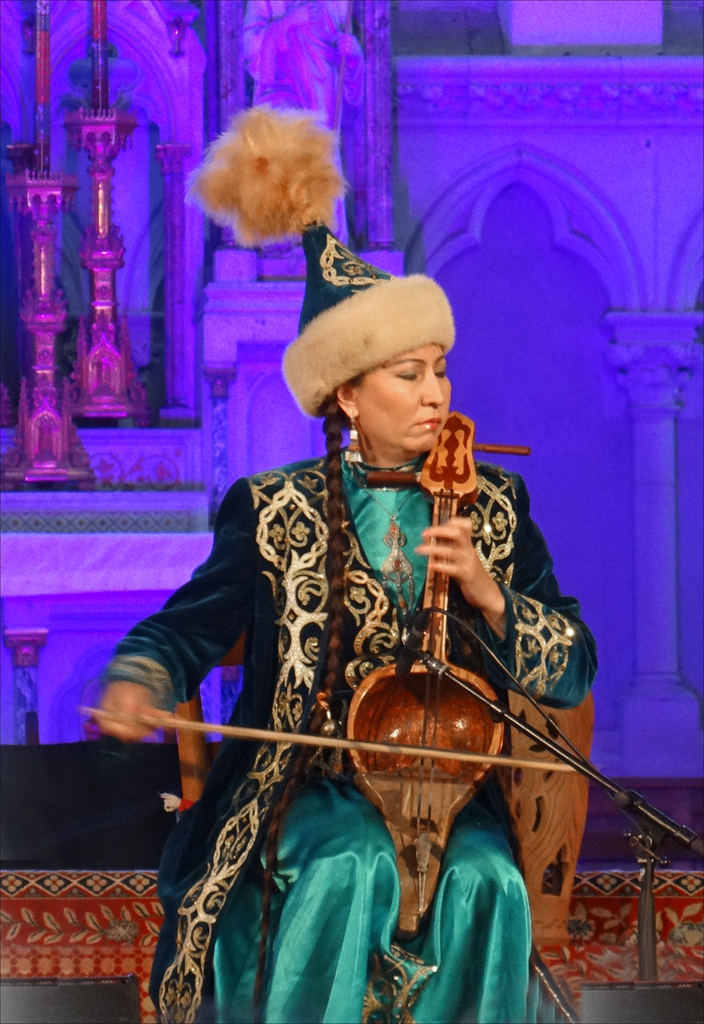
哈萨克斯坦的库布孜乐师在演奏库布孜

庫布孜（羅馬化：Qobyz）是哈薩克族等中亚民族傳統樂器，传说中其創始人為八世紀末的薩滿巫師庫爾庫特，与柯尔克孜人的考姆孜相同。古代的庫布孜多用於薩滿教儀式上，金帳汗國後期薩滿信仰漸漸在哈薩克族中淡化，庫布孜也逐漸式微。20世紀50年代開始復興，出現了各種改良版庫布孜，最早的庫布孜只有一條馬尾弦或牛筋弦，琴頸無指板。後來增加弦軸、琴弦和指板，製成兩弦庫布孜，傳統的庫布孜用整塊木料挖制而成，共鳴箱上半部為敞開式，下半部蒙有駱駝羔皮或羊皮，兩側設左一右二三個弦軸，設三條駱駝筋弦。20世紀60年代，伊犁州樂人阿力別克對傳統庫布孜進行改良，琴箱上半部蒙以松木面板，下半部蒙皮改為蟒皮或羊皮，增加指板，琴弦增至四條鋼絲弦，新式庫布孜有兩個八度，音色柔和，可用於獨奏、合奏和伴奏。2011年5月23日，哈薩克族庫布孜被列入第三批中國國家級非物質文化遺產名錄。